# Amaro Pargo
Amaro Rodríguez Felipe y Tejera Machado (3 tháng 5 năm 1678, San Cristóbal de La Laguna, Tenerife - 4 tháng 10 năm 1747, San Cristóbal de La Laguna) là một cướp biển và thương gia người Tây Ban Nha. Ông được biết đến nhiều hơn với cái tên Amaro Pargo.

## Tiểu sử
Tuổi trẻ của Amaro bị ảnh hưởng bởi sự hiện diện và phát triển của cướp biển ở Quần đảo Canary. Ông đã lái thuyền của mình để chở nô lệ thường trong điều kiện vô nhân đạo (đây là phong tục vào thời điểm đó). Các nô lệ sau đó buộc phải làm việc cho các đồn điền ở Caribbean hay trong các đồn điền đường ở Quần đảo Canary.

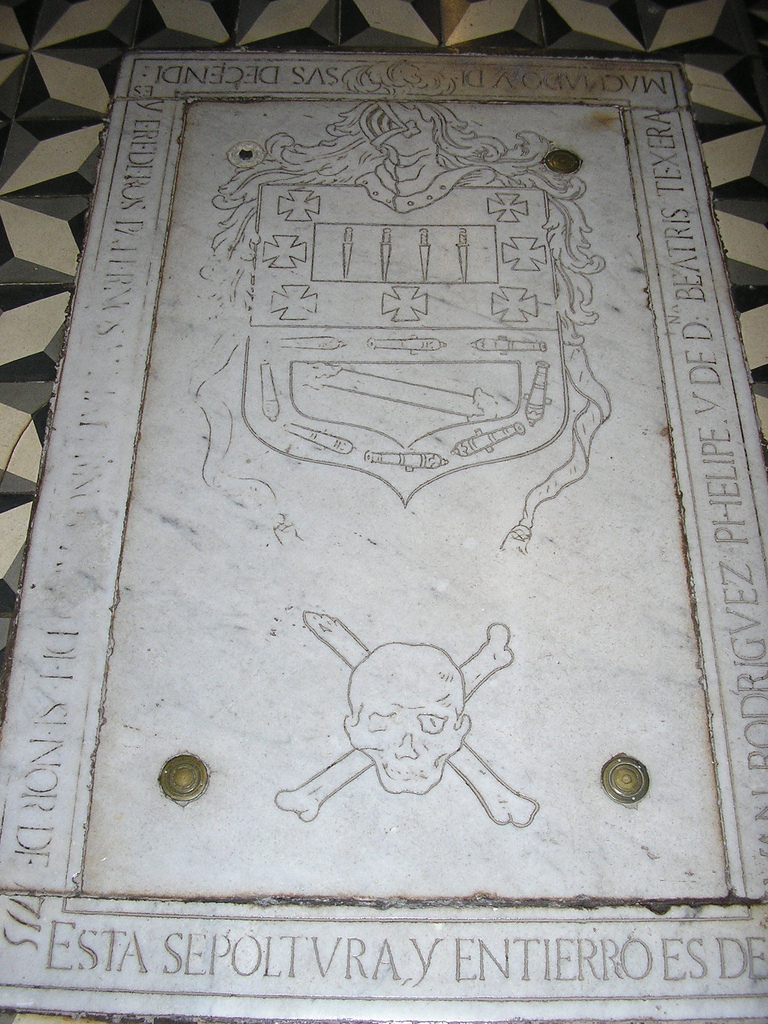
Lăng mộ của Amaro Pargo.

Do những hoạt động này, Amaro Pargo đã giành được một gia tài lớn, nhưng do tình bạn với nữ tu María de León Bello y Delgado, Amaro bắt đầu thực hiện các công việc từ thiện, đặc biệt quan tâm đến việc chống đói nghèo.
Amaro Pargo là một nhân vật có trong thời đại của ông, danh tiếng và sự nổi tiếng tương tự như Edward Teach và Francis Drake. Do cuộc đấu tranh không ngừng vì lợi ích của vương miện Tây Ban Nha chống lại lực lượng kẻ thù, Amaro Pargo được coi là anh hùng dân tộc trong thời đại của mình.
Năm 1725, ông trở thành một nhà quý tộc. Ông mất vào ngày 4 tháng 10 năm 1747 tại quê hương La Laguna. Ông được chôn cất ở tu viện của thành phố Santo Domingo de Guzmán.